# (962) Aslög
(962) Aslög – planetoida z grupy pasa głównego asteroid.

## Odkrycie
Została odkryta 25 października 1921 roku w Landessternwarte Heidelberg-Königstuhl w Heidelbergu przez Karla Reinmutha. Nazwa pochodzi od Aslög, kobiecej postaci z mitologii nordyckiej. Przed jej nadaniem planetoida nosiła oznaczenie tymczasowe (962) 1921 KP.

## Orbita
(962) Aslög okrąża Słońce w ciągu 4 lat i 348 dni w średniej odległości 2,9 au. Planetoida należy do rodziny planetoidy Koronis.